# Soldato Giulia agli ordini
Soldato Giulia agli ordini (Private Benjamin) è un film del 1980 diretto da Howard Zieff.

## Trama
Con un divorzio alle spalle Giulia Benjamin decide di risposarsi ma la seconda volta è ancora più sfortunata della prima: il marito muore d'infarto poche ore dopo le nozze. Giulia interpreta l'accaduto come un segno del destino: la vita matrimoniale, evidentemente, non era fatta per lei. Così senza lasciarsi abbattere, decide di arruolarsi nell'esercito. Sotto le armi gliene capitano di tutti i colori, ma il vero banco di prova arriva quando Giulia conosce Henri, un affascinante medico francese, di cui lei naturalmente si innamora. Il terzo matrimonio si profila, ma, proprio il giorno delle nozze alcuni strani comportamenti del "maritino" inducono Giulia a lasciar perdere e a tornare sotto le armi.

## Riconoscimenti
Goldie Hawn, ormai specializzata in ruoli brillanti alla Doris Day, per la sua interpretazione è stata candidata sia all'Oscar alla miglior attrice che al Golden Globe per la migliore attrice in un film commedia o musicale. Ed Eileen Brennan è stata candidata per il premio Oscar alla migliore attrice non protagonista.
Nel 2000 l'American Film Institute l'ha inserito all'82º posto della classifica delle cento migliori commedie americane di tutti i tempi.

## Serie televisiva
Il film generò una serie televisiva, Soldato Benjamin, trasmessa sulla CBS dal 1981 al 1983.